# Giovanni Battista Riccioli
Giovanni Battista Riccioli (17. april 1598 i Ferrara – 25. juni 1671 i Bologna) var en italiensk astronom, med særlig betydning som pioner indenfor selenografien (beskrivelsen af Månens overfaldeforhold).
Riccioli var jesuit og virkede som lærer i filosofi, teologi og astronomi. Han foretog flere eksperimenter sammen med sin medbror jesuitten Francesco Maria Grimaldi. Han er kendt for at have arbejdet med kort over Månen, og gav flere af overfladetrækkene de navne som bruges den dag i dag. En omfattende beskrivelse af Månen gav han i værket Almagestum Novum i 1651. En række af navnene som blev valgt for månekratere var ment som en implicit anerkendelse af det kopernikanske system.[kilde mangler] Både Kopernikus, Kepler, Galileo og Lansbergius fik således store kratere opkaldt efter sig. Grimaldi og Riccioli opkaldte også to kratere efter sig selv i samme område, mens nogle andre jesuitastronomer fik krateropkaldelser i et andet område, nær krateret Tycho. 
Han observerede også Saturn og dens ringe, og var en af de første europæere som anførte at Mizar var en dobbeltstjerne. Han arbejdede videre på en metode for målingen af solens tværsnit, og var en ivrig forkæmper for den gregorianske kalender. 
Riccioli var også den første som beregnede accelerationraten for et frit faldende legeme.
I sit mest kendt værk Almagestum Novum argumenterede jesuitten Riccioli detaljeret for det geocentriske verdensbillede ("at Jorden er verdens midstpunkt") og at Kopernikus' heliocentriske verdensbillede ("at Solen er verdens midtpunkt") ikke kunne være korrekt.

## Hovedværk
- Almagestum novum, astronomiam veterem novamque complectens, observationibus aliorum et propriis, novisque theorematibus, problematibus et tabulis promotam, 1651

1. ↑  Navnet er anført på engelsk og stammer fra Wikidata hvor navnet endnu ikke findes på dansk.